# Celebration at Big Sur
Celebration at Big Sur, ook Celebration genoemd, is een Amerikaanse muziekfilm en documentaire uit 1971. Het gaat over het folkfestival dat in 1969 plaatsvond in Big Sur in Californië.
Tijdens dit festival traden onder meer de volgende artiesten  op: Crosby, Stills, Nash & Young, Joni Mitchell, Joan Baez, Dallas Taylor, Chris Ethridge, John Sebastian, Greg Reeves, Julie Payne, Mimi Farina, Dorothy Morrison, Carol Ann Cisneros, The Struggle Mountain Resistance Band en The Combs Sisters.
Het festival vond plaats na dat van Woodstock, waaraan geregeld wordt gememoreerd tijdens de film. De muziekstijl viel grotendeels in te delen tot de folk en niet zozeer tot de rock die in die jaren veel aanhang had.